# Süper Lig de 2006–07
A Süper Lig de 2006–07 (também conhecida como Turkcell Süper Lig devido a razões de patrocínio) foi a 49ª temporada do Campeonato Turco de Futebol.
No ano de seu centenário, o Fenerbahçe sagrou-se campeão nacional pela 17ª vez, tendo o rival Beşiktaş ficado com o vice-campeonato dessa temporada.

## Participantes
| Clube          | Estádio                      | Capacidade |
| -------------- | ---------------------------- | ---------- |
| Ankaragücü     | Estádio 19 de Maio de Ancara | 19 209     |
| Ankaraspor     | Yenikent Asaş Stadyumu       | 18 029     |
| Antalyaspor    | Antalya Atatürk Stadyumu     | 11 137     |
| Beşiktaş       | Estádio İnönü de Beşiktaş    | 32 086     |
| Bursaspor      | Estádio Atatürk de Bursa     | 18 517     |
| Denizlispor    | Estádio Atatürk de Denizli   | 15 427     |
| Erciyesspor    | Kayseri Atatürk Stadyumu     | 25 918     |
| Fenerbahçe     | Estádio Şükrü Saraçoğlu      | 53 500     |
| Galatasaray    | Estádio Ali Sami Yen         | 23 785     |
| Gaziantepspor  | Kamil Ocak Stadı             | 16 981     |
| Gençlerbirliği | Estádio 19 de Maio de Ancara | 19 209     |
| Kayserispor    | Kayseri Atatürk Stadyumu     | 25 918     |
| Konyaspor      | Konya Atatürk Stadı          | 22 559     |
| Manisaspor     | Manisa 19 Mayıs Stadyumu     | 16 597     |
| Rizespor       | Rize Atatürk Stadı           | 10 459     |
| Sakaryaspor    | Sakarya Atatürk Stadı        | 13 216     |
| Sivasspor      | Sivas 4 Eylül Stadyumu       | 15 060     |
| Trabzonspor    | Estádio Hüseyin Avni Aker    | 21 569     |

## Classificação Geral
Atualizado em 26 de maio de 2007
| Campeão Turco 2006–07    |
| ------------------------ |
| Fenerbahçe (17.º título) |

### Nota
*O Beşiktaş foi o vencedor da Copa da Turquia dessa temporada, o que lhe garantiria vaga para a 1ª rodada dos playoffs da Copa da UEFA, porém como acabou sendo vice-campeão do campeonato, se classificou para a 2ª rodada dos playoffs da Liga dos Campeões. Com isso, o Erciyesspor, vice-campeão da Copa da Turquia, herdou a vaga do Beşiktaş e se classificou para a 1ª rodada dos playoffs da Copa da UEFA, mesmo tendo terminado o campeonato na 17ª colocação e sido rebaixado para a TFF 1. Lig.

## Resultados
| Mandante \ Visitante | ANG | ANK | ANT | BJK | BUR | ÇRZ | DEN | FEN | GSY | GAZ | GBR | KAY | KER | KON | SAK | SIV | TRB | VMN |
| -------------------- | --- | --- | --- | --- | --- | --- | --- | --- | --- | --- | --- | --- | --- | --- | --- | --- | --- | --- |
| Ankaragücü           | —   | 1–1 | 1–0 | 0–1 | 1–1 | 2–0 | 0–0 | 0–1 | 1–2 | 2–1 | 0–0 | 0–4 | 4–1 | 2–0 | 1–0 | 1–4 | 2–2 | 0–1 |
| Ankaraspor           | 1–0 | —   | 1–1 | 0–0 | 0–0 | 2–1 | 1–1 | 2–2 | 1–1 | 2–0 | 1–2 | 1–1 | 2–2 | 4–2 | 1–0 | 2–1 | 2–1 | 1–1 |
| Antalyaspor          | 0–1 | 1–1 | —   | 4–4 | 3–2 | 0–0 | 1–1 | 1–0 | 0–1 | 0–0 | 1–3 | 1–0 | 3–1 | 1–0 | 1–0 | 1–2 | 1–2 | 1–0 |
| Beşiktaş             | 2–1 | 2–1 | 1–0 | —   | 3–1 | 1–0 | 2–0 | 0–1 | 2–1 | 2–1 | 1–0 | 2–1 | 1–0 | 3–1 | 0–0 | 0–1 | 2–3 | 3–1 |
| Bursaspor            | 0–0 | 0–0 | 0–0 | 3–0 | —   | 1–0 | 1–0 | 0–4 | 2–0 | 1–1 | 0–0 | 0–3 | 0–0 | 1–0 | 3–1 | 1–3 | 2–1 | 4–0 |
| Rizespor             | 3–1 | 1–1 | 1–0 | 0–1 | 1–2 | —   | 2–2 | 2–1 | 2–1 | 2–0 | 0–1 | 2–1 | 0–0 | 1–0 | 3–1 | 1–1 | 3–2 | 3–1 |
| Denizlispor          | 1–0 | 1–1 | 1–1 | 0–2 | 0–0 | 2–0 | —   | 0–0 | 1–1 | 0–2 | 3–2 | 2–1 | 2–1 | 0–1 | 1–0 | 2–0 | 3–4 | 0–0 |
| Fenerbahçe           | 3–1 | 2–1 | 4–2 | 0–0 | 0–1 | 2–1 | 2–2 | —   | 2–1 | 4–1 | 2–1 | 4–1 | 6–0 | 3–0 | 1–0 | 2–2 | 2–2 | 0–0 |
| Galatasaray          | 1–1 | 2–0 | 1–1 | 1–0 | 3–1 | 3–1 | 1–1 | 1–2 | —   | 2–2 | 1–0 | 4–0 | 0–1 | 3–3 | 4–0 | 3–1 | 2–1 | 4–0 |
| Gaziantepspor        | 2–2 | 0–2 | 0–0 | 0–0 | 1–2 | 1–0 | 1–1 | 0–2 | 1–0 | —   | 2–0 | 1–2 | 0–1 | 1–0 | 1–0 | 1–0 | 2–1 | 0–0 |
| Gençlerbirliği       | 1–2 | 2–1 | 1–0 | 0–2 | 1–0 | 2–1 | 3–1 | 0–2 | 1–3 | 0–0 | —   | 2–2 | 1–2 | 4–1 | 1–0 | 0–1 | 3–0 | 0–5 |
| Kayserispor          | 2–1 | 3–3 | 4–4 | 3–0 | 2–0 | 1–0 | 1–0 | 2–2 | 0–0 | 1–2 | 0–0 | —   | 1–0 | 2–1 | 2–0 | 1–1 | 1–0 | 2–2 |
| Erciyesspor          | 0–1 | 1–0 | 0–0 | 1–1 | 2–1 | 1–1 | 2–0 | 1–1 | 1–2 | 1–1 | 0–2 | 0–4 | —   | 1–2 | 2–0 | 0–0 | 0–1 | 1–0 |
| Konyaspor            | 2–0 | 2–2 | 0–0 | 2–1 | 1–0 | 2–0 | 5–1 | 0–1 | 2–2 | 0–2 | 2–1 | 1–1 | 1–1 | —   | 1–1 | 2–0 | 1–2 | 1–0 |
| Sakaryaspor          | 0–0 | 0–0 | 0–0 | 1–1 | 1–3 | 1–1 | 1–2 | 2–1 | 0–3 | 1–2 | 1–1 | 3–3 | 1–2 | 1–1 | —   | 1–3 | 1–0 | 0–1 |
| Sivasspor            | 2–1 | 0–2 | 0–1 | 0–1 | 3–1 | 1–0 | 0–2 | 1–1 | 1–1 | 2–1 | 1–2 | 3–2 | 2–1 | 1–3 | 0–2 | —   | 1–0 | 3–2 |
| Trabzonspor          | 0–1 | 3–0 | 0–0 | 3–2 | 3–1 | 0–1 | 1–0 | 1–2 | 3–1 | 2–0 | 4–3 | 0–0 | 3–1 | 1–1 | 5–2 | 2–0 | —   | 1–1 |
| Manisaspor           | 0–1 | 1–3 | 3–2 | 1–0 | 4–1 | 2–0 | 0–0 | 2–3 | 2–2 | 4–1 | 0–3 | 1–0 | 5–1 | 0–1 | 0–3 | 1–0 | 0–0 | —   |

## Artilheiros
Atualizado em 26 de maio de 2007
| Pos. | Jogador       | Clube          | Gols |
| ---- | ------------- | -------------- | ---- |
| 1    | Alex          | Fenerbahçe     | 19   |
| 2    | Ümit Karan    | Galatasaray    | 18   |
| 3    | Gökhan Ünal   | Kayserispor    | 16   |
| 4    | Umut Bulut    | Trabzonspor    | 15   |
| 5    | Isaac Promise | Gençlerbirliği | 12   |
| 6    | Bobô          | Beşiktaş       | 11   |
| 6    | Ersen Martin  | Trabzonspor    | 11   |
| 6    | Okan Öztürk   | Gençlerbirliği | 11   |
| 9    | Saša Ilić     | Galatasaray    | 10   |
| 9    | Mehmet Yıldız | Sivasspor      | 10   |
| 9    | Gustave Bebbe | Ankaragücü     | 10   |
| 9    | Coşkun Birdal | Antalyaspor    | 10   |